# 주청후
주청후(朱成虎, 1952년 ~ , 중화인민공화국 안후이성 당투현 출생)는 중국 인민해방군 국방대학교 학장이었다. 소장 직급을 맡았다.

## 저명한 언급
2005년 7월 베터 홍콩 재단(Better Hong Kong Foundation)이 주최한 행사에서 주청후는 월스트리트저널(Wall Street Journal) 기자 대니 기팅스(Danny Gittings)에게 대만을 둘러싼 미중 군사적 갈등 상황에서 "만약 미국이 대만에 미사일과 위치유도탄을 투입한다면 내 생각에 우리는 핵무기로 대응해야 할 것"이라며 "우리는 [...] 시안 동쪽의 모든 도시를 파괴할 준비를 할 것"이라고 말했다. 또, "수백 개의 도시가 중국군에 의해 파괴될 것이라는 점에 대비해야 한다."고 말했다.

## 같이 보기
- 중화인민공화국의 대량살상무기